# Psihologia educației
Psihologia educației este un domeniu al psihologiei, aflat la intersecția dintre psihologia generală și pedagogie (știința educației) și care studiază procesul de învățare.
Obiectivul principal îl constituie îmbunătățirea procesului educativ, a activității profesionale a cadrului didactic și favorizării autorealizării personalității elevului.

## Istorie
Deși psihologia educației este un domeniu relativ nou, încă din Antichitate, Platon și Aristotel au evidențiat diferențele individuale nu numai în privința abilităților fizice și psihomotorii, ci și referitor la procesul de învățare.
De asemenea, au fost investigate relațiile dintre profesori și elevi și efectul artei asupra capacității de învățare.
La începutul perioadei moderne, filozofi ca John Locke și Juan Luis Vives au preluat ideile marilor clasici greci, ca în secolul al XVIII-lea, prin Johann Friedrich Herbart, fondatorul pedagogiei ca disciplină, educația să devină o disciplină cu caracter științific.
Sfârșitul secolului al XIX-lea și începutul secolului următor este influențat de personalități ca: William James, Alfred Binet, Edward Thorndike, Jean Piaget și John Dewey.

## Metode
Deoarece se adresează copiilor sau tineretului, metodele psihologiei educației au un caracter specific și pot fi clasificate după următoarele criterii:
- caracterul acestora: obiective și subiective;
- specificul realității investigate: calitative și cantitative;
- natura relației cercetător-subiect: directe și indirecte;
- scopul acestora:

- metode de recoltare a datelor;
- metode de prelucrare și interpretare a datelor
- metode de investigație intensivă și extensivă;
- metode de diagnoză și prognoză;
- metode de cercetare;
- metode aplicative (psiho-educaționale, psiho-terapeutice);

- caracterul științific: metode intuitive, empirice și metode științifice.

Principalele metode ale psihologiei educației sunt:
- observația
- experimentul
- convorbirea
- ancheta psihologică
- metoda biografică
- metoda analizei produselor activității
- metodele psihometrice.

## Modalități de învățare
După psihologul Robert M. Gagné⁠(en)[traduceți], există opt modalități de învățare:
- învățarea prin semnale;
- învățarea stimul-răspuns;
- înlănțuirea;
- învățarea de asociații verbale
- învățarea prin discriminare
- învățarea noțiunilor
- învățarea regulilor
- rezolvarea de probleme.